# Sun Shuai
Sun Shuai (ur. 15 sierpnia 1989) – chiński judoka.
Uczestniczk mistrzostw świata w 2015 i 2017. Startował w Pucharze Świata w 2012, 2015 i 2016. Brązowy medalista mistrzostw Azji w 2016; siódmy w 2015 roku.